# Notarakademie Baden-Württemberg
Die Notarakademie Baden-Württemberg befand sich im Justizviertel in Stuttgart und war zunächst eine Studieneinrichtung für Notarkandidaten im Vorbereitungsdienst für die Laufbahn des Württembergischen Bezirksnotars. Der letzte Absolventenjahrgang der Notarakademie wurde von 2007 bis 2012 ausgebildet. Nach einem fünfjährigen Studium, welches sowohl Studien- und Praxiszeiten umfasste (vergleichbar etwa mit der Inspektoranwärterausbildung im gehobenen nichttechnischen Verwaltungsdienst), erwarben die Studenten mit erfolgreichem Abschluss die Befähigung zur Sonderlaufbahn des Württembergischen Bezirksnotars (Einstieg als Notarvertreter in Besoldungsgruppe A 12 gemäß Landesbesoldungsgesetz Baden-Württemberg (LBesGBW)).
Von 2012 bis Ende 2017 war die Notarakademie nur noch für die Fortbildung der Notare im Landesdienst zuständig und erteilte baden-württembergischen Notariaten und Gerichten auch Auskünfte im Bereich des internationalen Privatrechts. Sie bot ein umfangreiches Fortbildungsangebot von Vortragsveranstaltungen, Symposien und mehrtägigen Tagungen zu fachlichen, aber auch fachübergreifenden Themen an. Zum 1. Januar 2018 (Stichtag der Notariatsreform mit Abschaffung des Amtsnotariats in Baden-Württemberg) wurde die Notarakademie geschlossen und ihre Aufgaben der Notarkammer Baden-Württemberg übertragen.